# Ulrich Luz
Ulrich Luz, född 23 februari 1938, död 13 oktober 2019, var en schweizisk teolog och professor emeritus vid universitetet i Bern.

## Uppväxt
Han föddes i Männedorf. Han studerade protestantisk teologi i Zürich, Göttingen och Basel under Hans Conzelmann, Eduard Schweizer och Gerhard Ebeling.

## Akademisk karriär
Han undervisade vid International Christian University i Tokyo från 1970 till 1971. Från 1972 till 1980 var han professor i Nya testamentets studier vid Göttingens universitet. Han var professor i Nya testamentet vid universitetet i Bern i Schweiz fram till sin pensionering 2003.
Mycket av hans forskning fokuserade på Matteusevangeliet och gjordes tillgänglig på engelska i Hermeneia-kommentaren till evangeliet, som gavs ut i tre volymer under en period på mer än 20 år. Luz var president för Studiorum Novi Testamenti Societas 1998.

## Privatliv
Han och hans fru, Salome Keller, hade tre barn.

## Utmärkelser
Luz innehade sju hedersdoktorat. Ett av dem fick han 2006 från Teologiska fakulteten vid Uppsala universitet. År 2010 tilldelades han Burkitt-medaljen av British Academy "som ett erkännande av särskild tjänst för bibliska studier".

## Verk

### Avhandling
- Luz, Ulrich (1968).  Das Geschichtsverstandnis des Paulus [Paulus historieförståelse] (Fil. dr)

### Böcker
- Luz, Ulrich; Lapide, Pinchas. Jesus in Two Perspectives : a Jewish-Christian dialog. Minneapolis, MO: Augsburg. 1985. ISBN 9780806621715. OCLC 12314510. https://archive.org/details/jesusintwoperspe0000lapi
- Matthew 1-7: a commentary. Minneapolis, MO: Augsburg. 1989. ISBN 9780806624020. https://archive.org/details/matthewcommentar0000luzu
- Matthew in history : interpretation, influence, and effects. Minneapolis, MO: Augsburg. 1994. ISBN 9780800628338. OCLC 30079235
- The Theology of the Gospel of Matthew. Cambridge & New York: Cambridge University Press. 1995. ISBN 9780521434331. OCLC 31011628
- Matthew 8-20: a commentary. Minneapolis, MO: Augsburg. 2001. ISBN 9780800660345. https://archive.org/details/matthewcommentar0000luzu
- Matthew 21-28: a commentary. Minneapolis, MO: Augsburg. 2005. ISBN 9780800637705. https://archive.org/details/matthewcommentar0000luzu
- Studies In Matthew. Grand Rapids, MI: Eerdmans. 2005. ISBN 9780802839640. OCLC 57207590
- Luz, Ulrich; Michaels, Axel. Encountering Jesus & Buddha: their lives and teachings. Minneapolis, MO: Fortress Press. 2006. ISBN 9780800635633. OCLC 69241441. https://archive.org/details/isbn_9780800635633

## Källhänvisningar
Den här artikeln är helt eller delvis baserad på material från tyskspråkiga Wikipedia, Ulrich Luz, 6 november 2024.
Den här artikeln är helt eller delvis baserad på material från engelskspråkiga Wikipedia, Ulrich Luz, 6 november 2024.